# Ловорје
Ловорје је насељено место у саставу општине Сливно, Дубровачко-неретванска жупанија, Република Хрватска.

## Историја
До територијалне реорганизације у Хрватској налазило се у саставу старе општине Метковић.

## Становништво
На попису становништва 2011. године, Ловорје је имало 67 становника.
| Број становника по пописима | Број становника по пописима | Број становника по пописима | Број становника по пописима | Број становника по пописима | Број становника по пописима | Број становника по пописима | Број становника по пописима | Број становника по пописима | Број становника по пописима | Број становника по пописима | Број становника по пописима | Број становника по пописима | Број становника по пописима | Број становника по пописима | Број становника по пописима |
| --------------------------- | --------------------------- | --------------------------- | --------------------------- | --------------------------- | --------------------------- | --------------------------- | --------------------------- | --------------------------- | --------------------------- | --------------------------- | --------------------------- | --------------------------- | --------------------------- | --------------------------- | --------------------------- |
| 1857                        | 1869                        | 1880                        | 1890                        | 1900                        | 1910                        | 1921                        | 1931                        | 1948                        | 1953                        | 1961                        | 1971                        | 1981                        | 1991                        | 2001                        | 2011                        |
| 0                           | 0                           | 18                          | 0                           | 31                          | 32                          | 0                           | 0                           | 86                          | 105                         | 138                         | 53                          | 0                           | 84                          | 66                          | 67                          |

Напомена: Исказује се од 1991. као самостално насеље настало издвајањем дела насеља Сливно Равно. У 1857., 1869., 1890., 1921., 1931. и 1981. подаци су садржани у насељу Сливно Равно. У 2001. смањено издвајањем насеља Пижиновац. У 1991. садржи податке за насеље Пижиновац.

### Попис1991.
На попису становништва 1991. године, насељено место Ловорје је имало 84 становника, следећег националног састава:
| Попис 1991.‍ | Попис 1991.‍ | Попис 1991.‍ | Попис 1991.‍ | Попис 1991.‍ |
| ----------- | ----------- | ----------- | ----------- | ----------- |
|             |             |             |             |             |
| Хрвати      | Хрвати      |             | 82          | 97,61%      |
| Муслимани   | Муслимани   |             | 2           | 2,38%       |
| укупно: 84  |             |             |             |             |